# 함종호
함종호(1939년 2월 28일 ~ )는 대한민국의 정치인이다.